# 하야시 미키 (1946년)
하야시 미키(일본어:  林 美樹, 1946년 1월 16일~)는 일본의 배우로, 도쿄도 기타타마군 조후정 출신이다.